# Werner von Orseln
Werner von Orseln (1280 circa – 18 novembre 1330) è stato il diciassettesimo Gran maestro dell'Ordine teutonico dal 1324 fino alla sua morte.

## Biografia
Von Orseln proveniva da una famiglia di Urseln presso Francoforte sul Meno in Assia.
Non si conosce la data precisa a cui risalirebbe la sua adesione all'ordine. Egli viene menzionato per la prima volta nel 1312 come Komtur di Ragnit. Nel 1314, von Orseln divenne Gran Komtur e Komtur di Marienburg.
Durante il colpo di Stato nello stato monastico territoriale dell'ordine, egli sostenne il Gran Maestro Karl von Trier e venne con lui esiliato. Ad ogni modo, egli riuscì a tornare nel 1319, ottenendo la posizione di Gran Maestro residente in Prussia. Egli negozio le discussioni e restaurò la disciplina gerarchica dell'ordine.
Alla morte di Karl von Trier, il capitolo dell'ordine scelse von Orseln come Gran Maestro successore. Immediatamente dopo essere eletto, von Orseln venne invitato caldamente ad iniziare dei negoziati con il Regno di Polonia. Questo, ad ogni modo, non produsse alcun risultato se non quello di avvicinare i tempi di uno scontro con la Polonia. Il Gran Maestro costituì quindi una coalizione anti-polacca costituita dai duchi di Masovia e Slesia e dal Re di Boemia. Il pretesto dell'inizio della guerra fu l'invasione polacca del Ducato di Płock nel 1327. In risposta, il Gran Maestro ordinò la conquista della Cuiavia e delle terre di Dobrzyń.
Come superiore dell'ordine, von Orseln tributò una speciale attenzione alla vita spirituale.
Malgrado la guerra in Polonia, fu in grado di organizzare due assemblee deliberative del clero prussiano e di proclamare molti atti amministrativi per formare la base politica dello Stato.
Von Orseln morì al Castello di Marienburg come risultato dei postumi del tentato assassinio da parte di un cavaliere dell'ordine, Johan von Endorf. Egli venne sepolto nella cattedrale di Marienwerder.